# Seleção Búlgara de Basquetebol
A Seleção Búlgara de Basquetebol é a equipe que representa a Bulgária em competições internacionais da modalidade.